# 余隘祠堂
29°53′12.73″N 121°34′45.38″E / 29.8868694°N 121.5792722°E
余隘祠堂，又称余氏宗祠，位于中国浙江省宁波市鄞州区福明街道余隘社区，清朝建筑，始建于南宋，现存为清代修建的中西合璧宗祠，由祠堂大殿、厢房、天井组成，大门左右有门房，天井东西两侧各建有厢房，东侧厢房有碑，民国元年（1912年）余氏族人曾进行修缮，20世纪30年代余隘余氏宗族人带头发起捐资再次修缮余隘祠堂，修建方柱及水磨汀殿堂，曾请蒋中正题“源远流长”四字，徐世昌、孔祥熙分别题字并赠送“佑启后人”“德音永响”两匾额，20世纪50年代后，曾长期用作余隘小学校舍，至20世纪90年代停办，并进行较大规模维修、装饰，2010年公布为江东区文物保护单位:434，2020年8月5日因行政区划调整公布为鄞州区文物保护单位